# Inca Kola

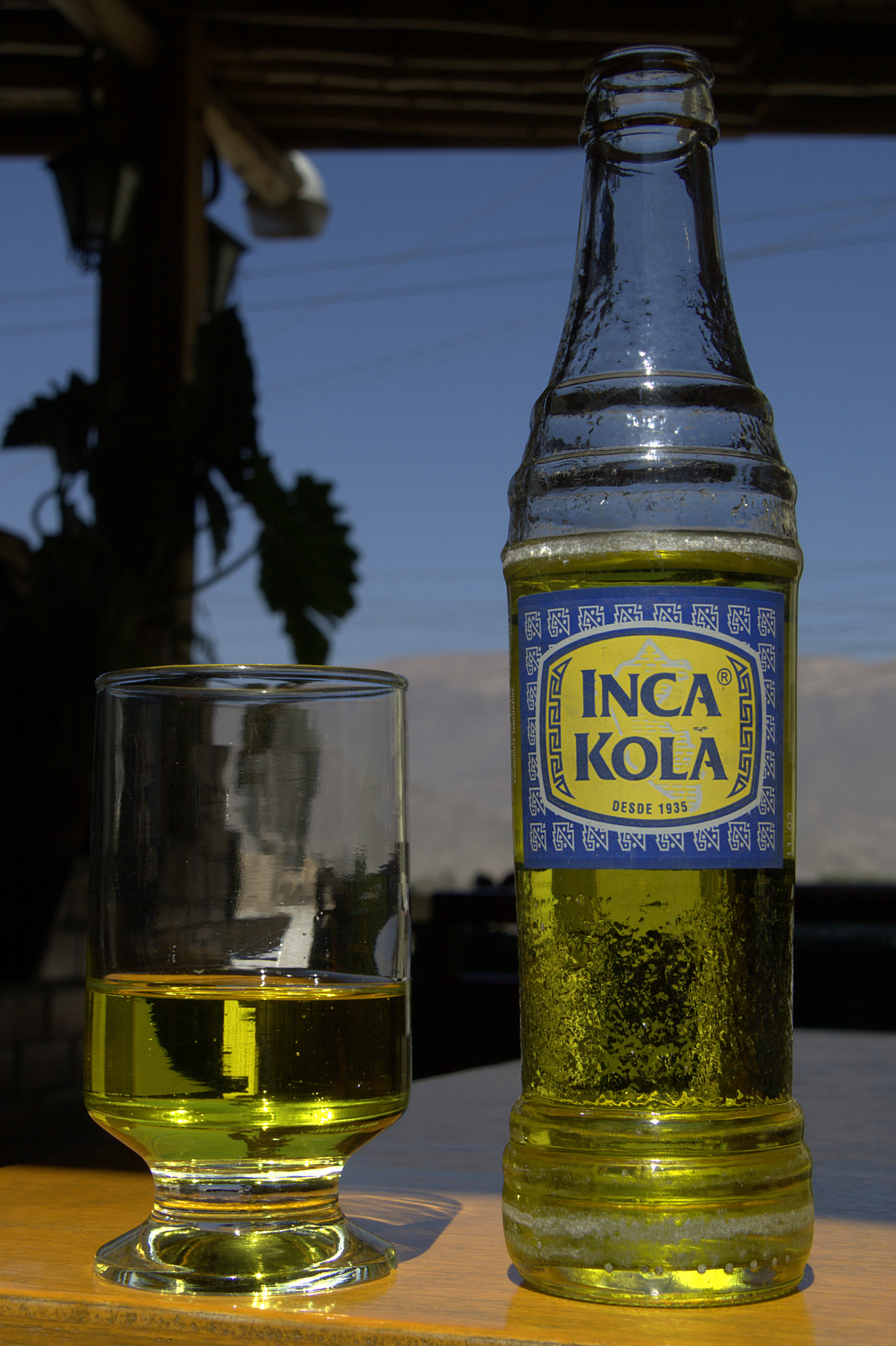
Láhev Inca Koly

Inca Kola je nealkoholický nápoj pocházející z Peru. K jeho výrobě se používá místní bylinka aloisie trojlistá (Aloysia triphylla), která mu dává typické výrazné aroma připomínající citrony. Má zlatožlutou barvu a je sycen oxidem uhličitým. Prodává se ve skleněných lahvích patentovaného tvaru, které mají modrožlutou etiketu s tradičními indiánskými ornamenty.
Autorem receptu je anglický přistěhovalec José Robinson Lindley, který si v roce 1911 otevřel v Limě sodovkárnu. K oslavě čtyřstého výročí založení peruánské metropole uvedl v roce 1935 na trh novou limonádu s originální peruánskou příchutí a pojmenoval ji podle Incké říše. Inca Kola si brzy získala postavení národního nápoje a její obliba způsobila, že The Coca-Cola Company nikdy neovládla peruánský trh. V roce 1995 se dokonce stalo Peru prvním státem, kde provozovny řetězce McDonald's podávaly i jiný nápoj než Coca-Colu. V roce 1999 se Coca-Cola dohodla s Lindleyovými dědici, získala podíl ve firmě a licenci k prodeji Inca Koly po celém světě mimo Peru.
Litr Inca Koly obsahuje 106 mg kofeinu a 110 gramů cukru. Nápoj je velmi sladký a má specifickou chuť, kterou cizinci přirovnávají k ovocné žvýkačce. Americký spisovatel Matthew Parris vydal knihu Inca-Kola. Turistický průvodce po Peru (BBArt 2005).